# Landenbeckerbruch
 Landenbeckerbruch  ist ein Ortsteil der Stadt Schmallenberg in Nordrhein-Westfalen.
Der Hof liegt rund 7 km nordwestlich von Schmallenberg. Angrenzende Orte sind Keppel, Arpe, Niederberndorf und Niederlandenbeck. Rund 100 Meter südlich von dem Gehöft entspringt der Bach Hardtsiepen.

## Geschichte
Bis zur kommunalen Neugliederung in Nordrhein-Westfalen gehörte Landenbeckerbruch zur Gemeinde Berghausen. Seit dem 1. Januar 1975 ist der Hof ein Ortsteil der Stadt Schmallenberg.